# Церква святих верховних апостолів Петра і Павла (Семенів)
Церква святих верховних апостолів Петра і Павла в Семенові — парафія і храм греко-католицької громади Теребовлянського деканату Тернопільсько-Зборівської архієпархії Української греко-католицької церкви в селі Семенів Тернопільського району Тернопільської области.

## Історія церкви
Ідея будівництва церкви в селі Семенів виникла завдяки о. Петру Понятишину, який у 1934 році погодив проєкт з деканом о. Степаном Мохнацьким та парохом с. Гумниська о. Семеном Гаврилюком. У 1935 році архітектор Ярослав Соневицький розробив проєкт, а о. Семен Гаврилюк освятив наріжний камінь. За кошти о. Понятишина були закуплені всі будівельні матеріали, і будівництво тривало до 1938 року. Проте через війну церква не була завершена, і її стіни простояли самотньо до 1990-х років.
У 1990 році громада села розділилася на УГКЦ та УАПЦ (пізніше ПЦУ). У вересні того ж року греко-католицька громада вирішила завершити будівництво храму, і 20 листопада 1990 року її було офіційно зареєстровано. На свято Петра і Павла 1991 року о. Віталій Дудкевич освятив хрест біля церкви.
30 серпня 1991 року Підгаєцька сільська рада надала дозвіл на будівництво, яке було завершено у 1994 році. На храмовий празник генеральний вікарій Тернопільської єпархії о. митрат Василь Семенюк освятив престіл і завершену споруду храму. Маленька громада також збудувала дзвіницю та встановила фігуру Матері Божої.
12 липня 2001 року парафію відвідав владика Михаїл Сабрига, який освятив храм, відслужив Архиєрейську Службу Божу та нагородив о. Степана золотим хрестом. При парафії діють такі спільноти:
- Марійська і Вівтарна дружини.
- Братство «Апостольство молитви».
- «Вервиця за єдність Церкви».
- Братство Матері Божої Неустанної Помочі.

## Парохи
- о. Ярослав Табака (1992),
- о. Ярослав Стрілка (1992—1995),
- о. Степан Манорик (з 1995).